# Amenemopet
Amenemopet va ser una princesa egípcia de la XVIII dinastia. Es creu que podria ser filla de Tuthmosis IV.
Amenemopet surt representada a la tomba del seu tutor Horemheb (la tomba TT78), asseguda a la seva falda. Horemheb (no cal confondre'l amb el faraó homònim) va servir sota els regnats d'Amenofis II, Tuthmosis IV i Amenofis III, per tant qualsevol d'ells podria ser el pare de la princesa. Tanmateix Tuthmosis n'és el més probable.

Va morir durant el regnat d'Amenofis III. Més tard, van traslladar la seva mòmia a l'amagatall de Xeikh Abd el-Qurna juntament amb la d'altres princeses: les seves probables germanes Tiaa i Petepihu, la seva neboda Nebetia i les princeses Tatau, Henutiunu, Merytptah, Sithori i Wiai. La tomba va ser descoberta el 1857.